# فيكتور بودرو
فيكتور بودرو هو سياسي كندي، ولد في 3 مايو 1970 في Shediac ‏ في كندا. نشط حزبياً في الجمعية الليبرالية لنيو برونزويك ‏. وقد انتخب عضو الجمعية التشريعية لنيو برونزويك ‏ عن دائرة Shediac-Beaubassin-Cap-Pelé ‏ خلال فترته النيابية ‏ وانتخب Leader of the Opposition (New Brunswick) ‏.